# Акантосома
Acanthosoma — рід щитівок родини Acanthosomatidae, поширених у Європі, Азії та Океанії. У роду Acanthosoma налічується понад 30 описаних видів.

## Види
До роду Acanthosoma належать такі види:
- Acanthosoma alaticorne(інші мови) Walker, 1868
- Acanthosoma asahinai(інші мови) Ishihara, 1943
- Acanthosoma atayal(інші мови) Tsai & Rédei, 2015
- Acanthosoma axicia(інші мови) Tsai & Rédei, 2015
- Acanthosoma chinanum(інші мови) Kiritshenko, 1931
- Acanthosoma cornutum(інші мови) Dallas, 1849
- Acanthosoma crassicaudum(інші мови) Jakovlev, 1880
- Acanthosoma debile Förster, 1891
- Acanthosoma denticaudum(інші мови) Jakovlev, 1880
- Acanthosoma emeiense(інші мови) Liu, 1980
- Acanthosoma expansum(інші мови) Horváth, 1905
- Acanthosoma fallax(інші мови) Tsai & Rédei, 2015
- Acanthosoma firmatum(інші мови) (Walker, 1868)
- Acanthosoma forcipatum(інші мови) Reuter, 1881
- Acanthosoma forfex(інші мови) Dallas, 1851
- Acanthosoma forficula(інші мови) Jakovlev, 1880
- Acanthosoma haemorrhoidale (Linnaeus, 1758)
- Acanthosoma hampsoni(інші мови) (Distant, 1900)
- Acanthosoma ishiharai(інші мови) Yamamoto & Hayashi, 2011
- Acanthosoma joursacensis Piton, 1933
- Acanthosoma labiduroides(інші мови) Jakovlev, 1880
- Acanthosoma laevicorne(інші мови) Dallas, 1851
- Acanthosoma livida Heer, 1853
- Acanthosoma maculata Heer, 1853
- Acanthosoma montanum(інші мови) (Liu, 1987)
- Acanthosoma morloti Heer, 1853
- Acanthosoma murreeanum(інші мови) (Distant, 1900)
- Acanthosoma nigricorne(інші мови) Walker, 1868
- Acanthosoma nigrodorsum(інші мови) Hsiao & Liu, 1977
- Acanthosoma pteridis(інші мови) (Hsiao & S.L. Lui, 1977)
- Acanthosoma pugnax(інші мови) Tsai & Rédei, 2015
- Acanthosoma rufescens(інші мови) Dallas, 1851
- Acanthosoma rufispinum(інші мови) (Distant, 1887)
- Acanthosoma shensiense(інші мови) Hsiao & Liu, 1977
- Acanthosoma sichuanense(інші мови) (Liu, 1980)
- Acanthosoma sinense(інші мови) Liu, 1980
- Acanthosoma spinicolle(інші мови) Jakovlev, 1880
- Acanthosoma tauriforme(інші мови) (Distant, 1887)
- Acanthosoma taurina Kirkaldy, 1910